# Gonioscelis batyleon
Gonioscelis batyleon là một loài ruồi trong họ Asilidae. Gonioscelis batyleon được Londt miêu tả năm 2004. Loài này phân bố ở vùng nhiệt đới châu Phi.